# Via del Porcellana
Via del Porcellana è una strada del centro storico di Firenze, situata tra Via della Scala e Borgo Ognissanti.

## Storia

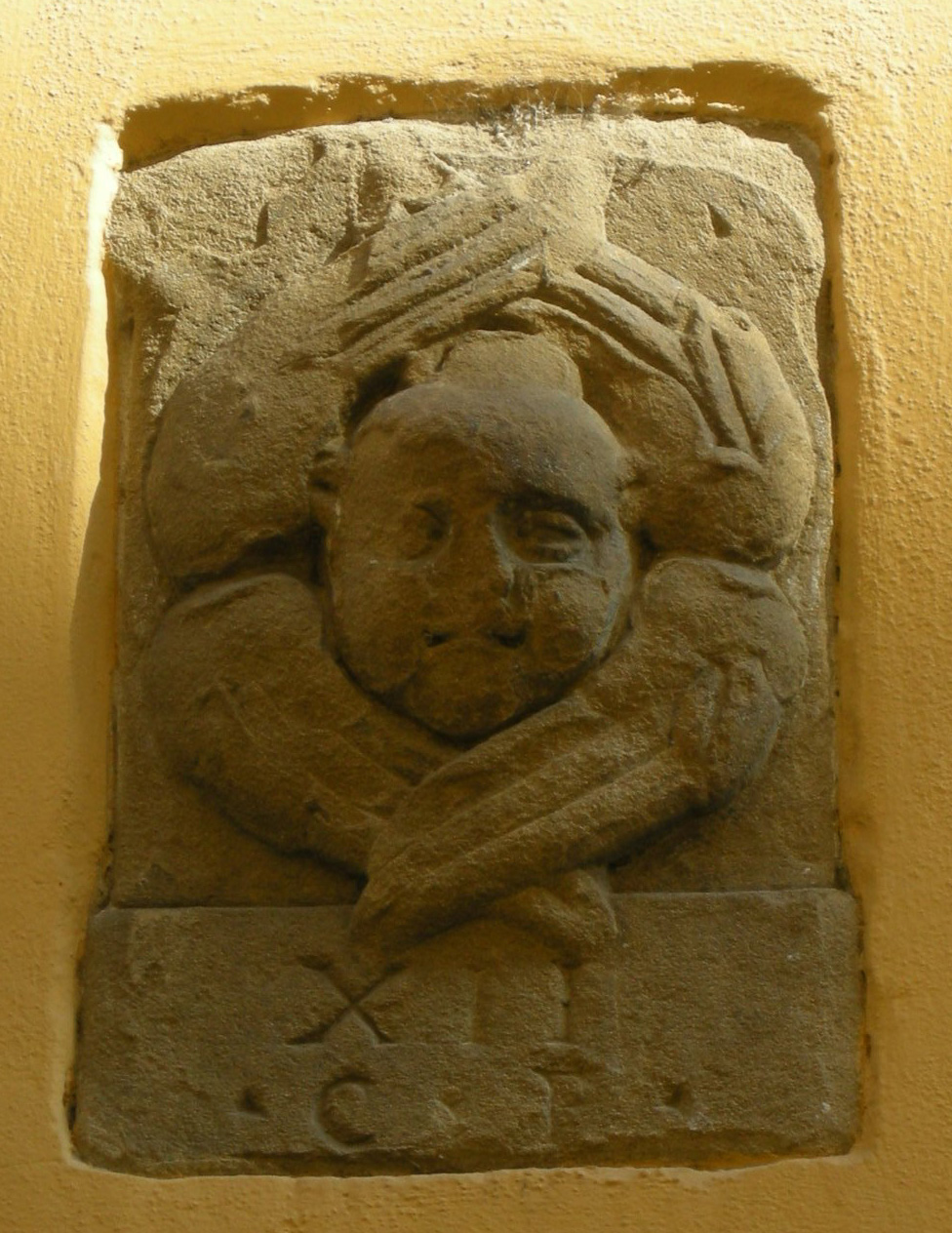
Pietrino del Capitolo Fiorentino, via del Porcellana

La strada, contrariamente a quanto generalmente si pensa, non prende il nome da un particolare tipo di ceramica (dato che la porcellana comincia ad essere prodotta a Firenze solo a partire dal 1575 sotto il regno di Francesco I de' Medici) bensì da un personaggio chiamato “il Porcellana”. 
Infatti, lo “spedale del Porcellana”  aveva sede in questa via del centro storico di Firenze e in origine era denominato “spedale dei Michi”, dal nome della famiglia che lo patronava. Fra’ Guccio Aghinetti, detto “il Porcellana”,  fu spedalingo, cioè custode dello spedale, dal 1333 al 1335. L'ospedale cessò la sua attività nel 1504.
La "Confraternita dei Barelloni" che ha la chiesa con la facciata su via della Scala, sorse aggregandosi all'ospedale ed aveva il compito di trasportare gli ammalati con grandi barelle a mano invece che a spalla. Lo studioso fiorentino Manni vuole identificare il proverbiale “Guccio Imbratta”, servo di frate Cipolla, descritto nel Decameron di Giovanni Boccaccio  come Fra’ Guccio detto “il Porcellana” per la sua trascuratezza, scostumatezza e sciatteria.
Anticamente il tratto tra via Palazzuolo e borgo Ognissanti la strada era chiamata “via Nuova d’Ognissanti”, poiché aperta in un secondo tempo su terreni dei Vespucci, ed era famosa per le manifatture di conciatori e non a caso il pittore Sandro Botticelli, figlio di un galigaio, cioè di un conciatore di cuoio, nacque in questa via nel marzo del 1445 come afferma Giorgio Vasari. 
La via ancora oggi è ricca di attività artistiche e artigianali e di ristoranti noti. Nella via ha avuto per anni lo studio e la bottega d'arte il pittore, decoratore e restauratore Foresto Marianini, specializzato nelle tecniche del grattage e della craquelure.

## Tabernacoli

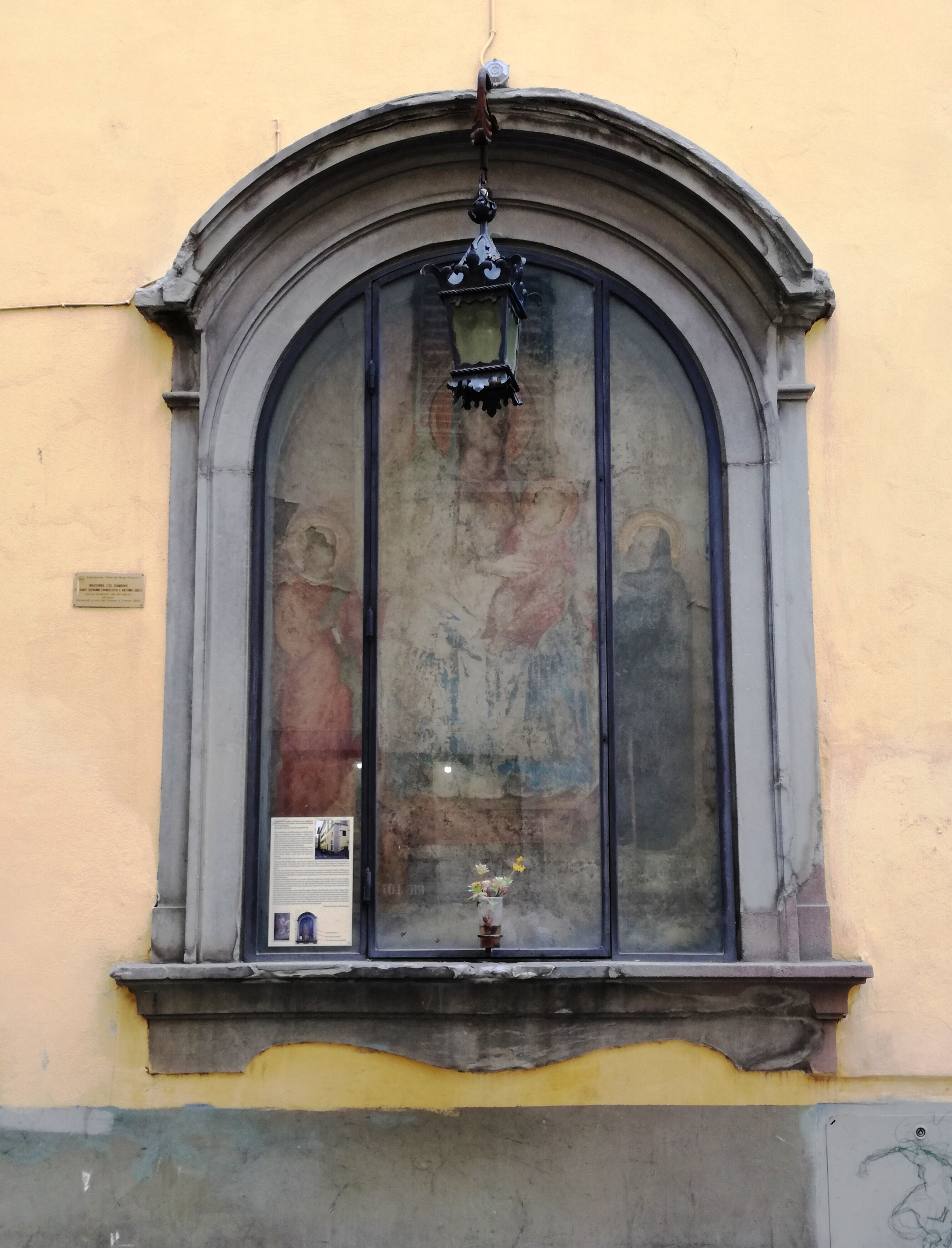
Tabernacolo del Porcellana

Un elemento caratteristico di molte antiche strade fiorentine è rappresentato dai tabernacoli: in Firenze sono circa 1200, di stili e periodi diversi ed in alcuni casi sono dei veri e propri capolavori, infatti, molti sono dovuti ad artisti anonimi e molti altri ad artisti famosissimi. Non fa eccezione nemmeno questa via del centro storico.
Sull'angolo dove via del Porcellana interseca via Palazzuolo un tabernacolo è della maniera di Taddeo Gaddi rappresenta la Madonna col Bambino, san Giovanni Evangelista e sant'Antonio Abate  -  riconoscibili dai loro attributi -  mentre un altro tabernacolo facente angolo con via della Scala all'inizio della via, mostra Santa Chiara d'Assisi, affresco di Angelo La Naia realizzato nel 1953 in occasione del settimo centenario della nascita della santa, e collocato sulla fiancata della chiesa dell'oratorio dei Santi Jacopo e Filippo detta "dei Barelloni".
Oltre ai tabernacoli, nella via è presente anche una delle tante "Buchette per il vino", una delle molte aperture nelle facciate di case e palazzi fiorentini, adesso murata che consentiva un tempo la somministrazione e la vendita del vino direttamente dal produttore al consumatore, in alternativa alle osterie, secondo una tipologia commerciale originalissima frutto dell’inventiva e dell’iniziativa dei numerosi produttori di vino provenienti dal contado toscano e residenti con proprietà in Firenze.

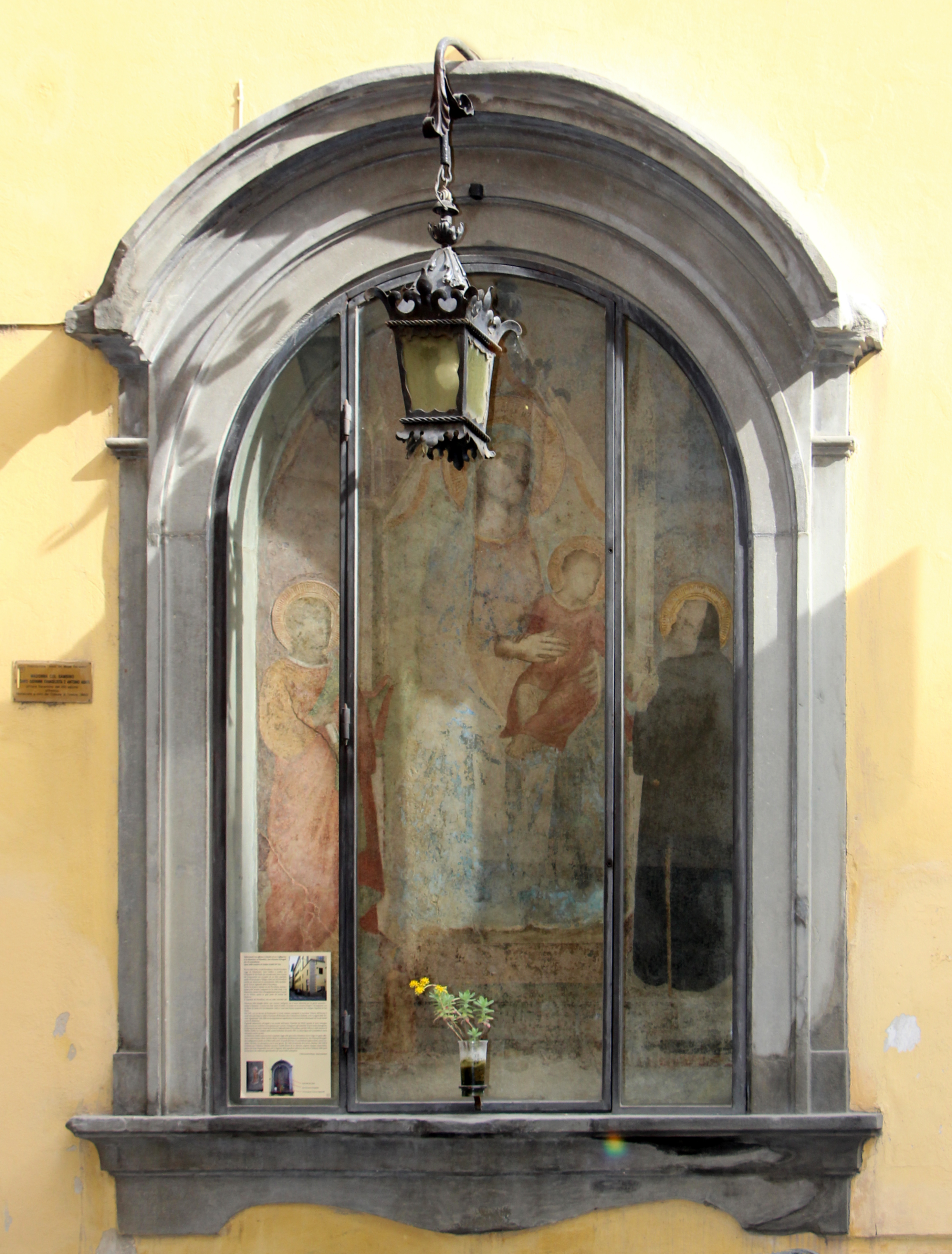
Tabernacolo dell'ospedale dei Barellai
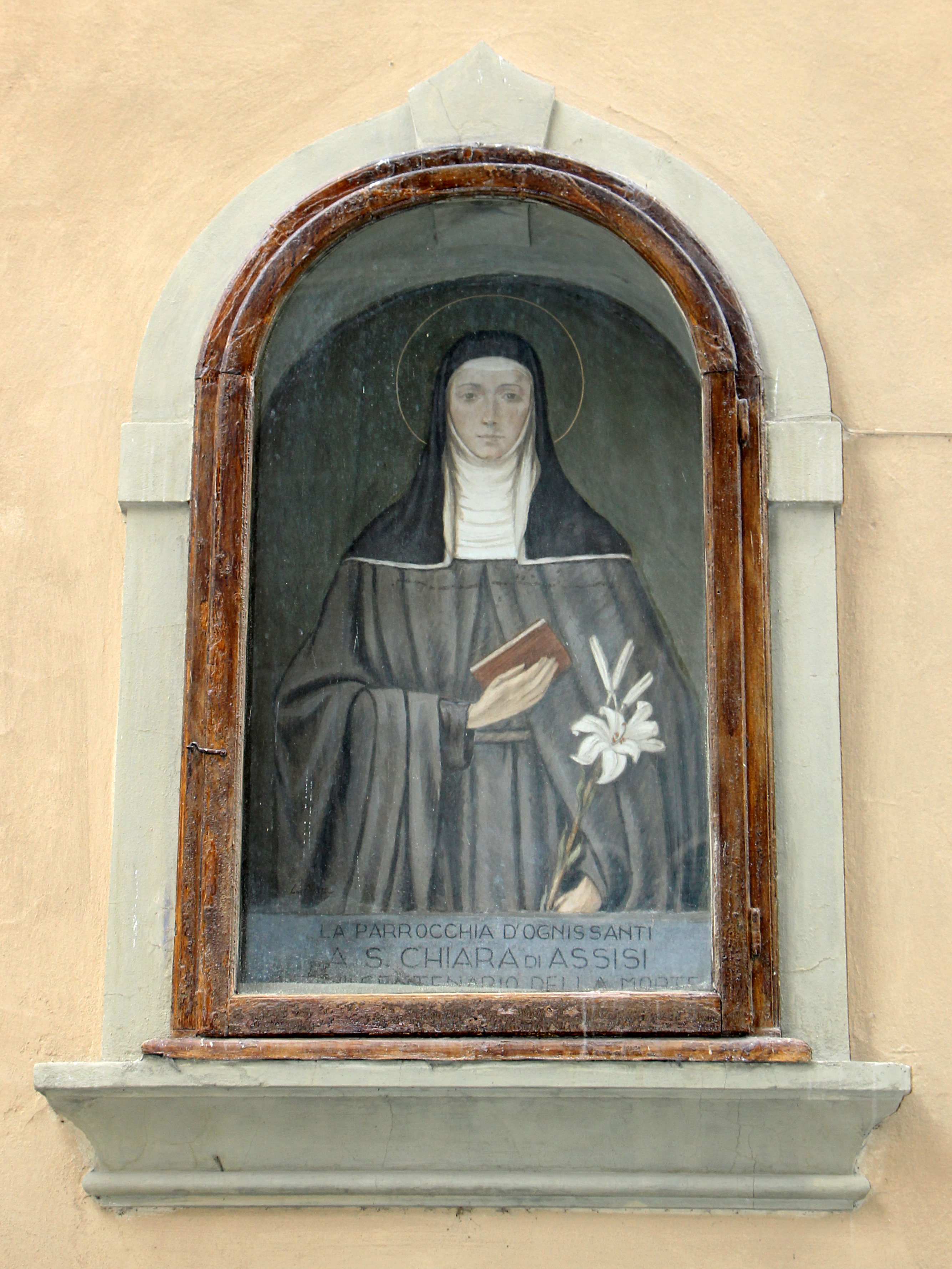
Tabernacolo di via del Porcellana
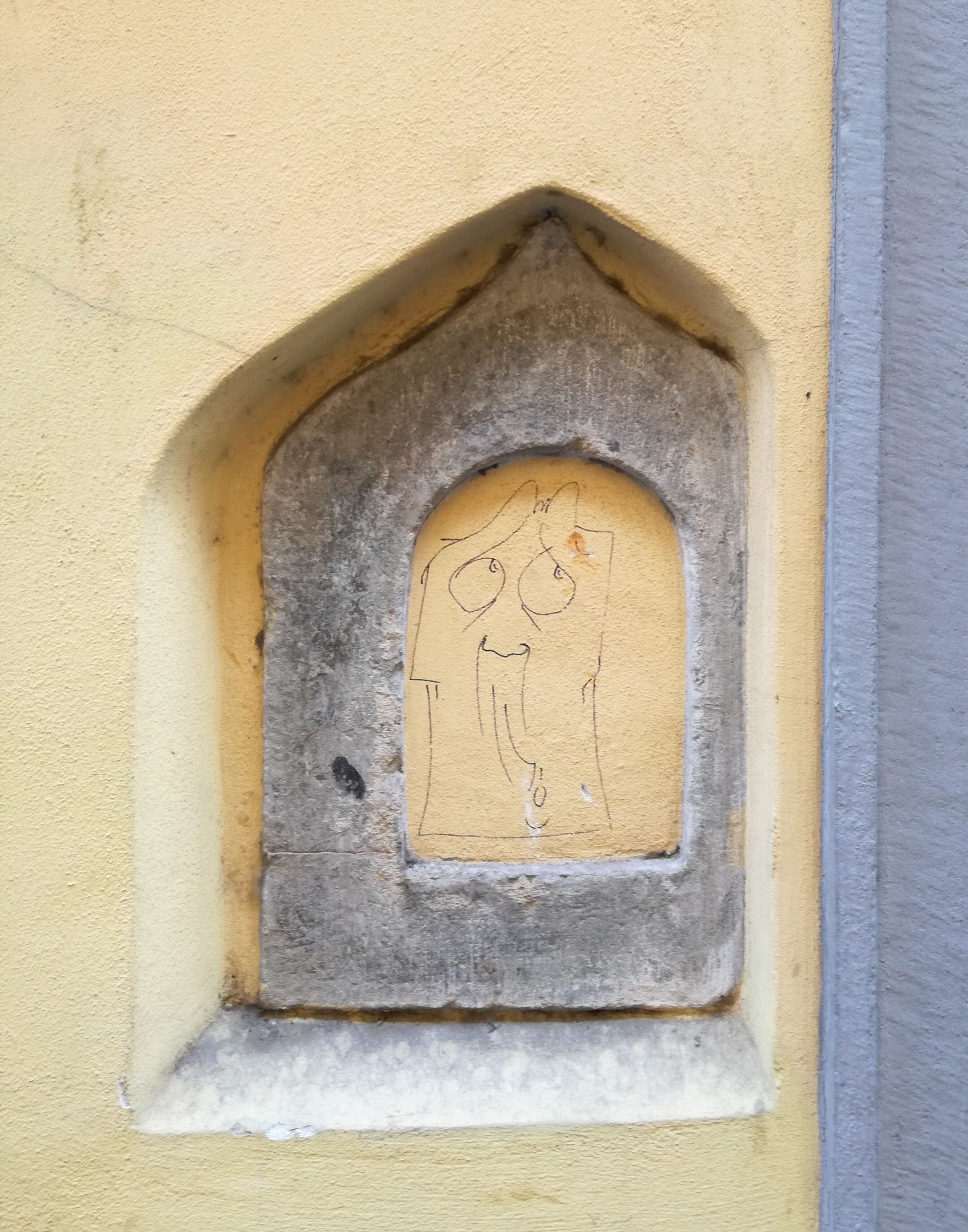
Buchetta per il vino di via del Porcellana